# Mallotus japonicus
Mallotus japonicus là một loài thực vật có hoa trong họ Đại kích. Loài này được (L.f.) Müll.Arg. mô tả khoa học đầu tiên năm 1865.

## Hình ảnh

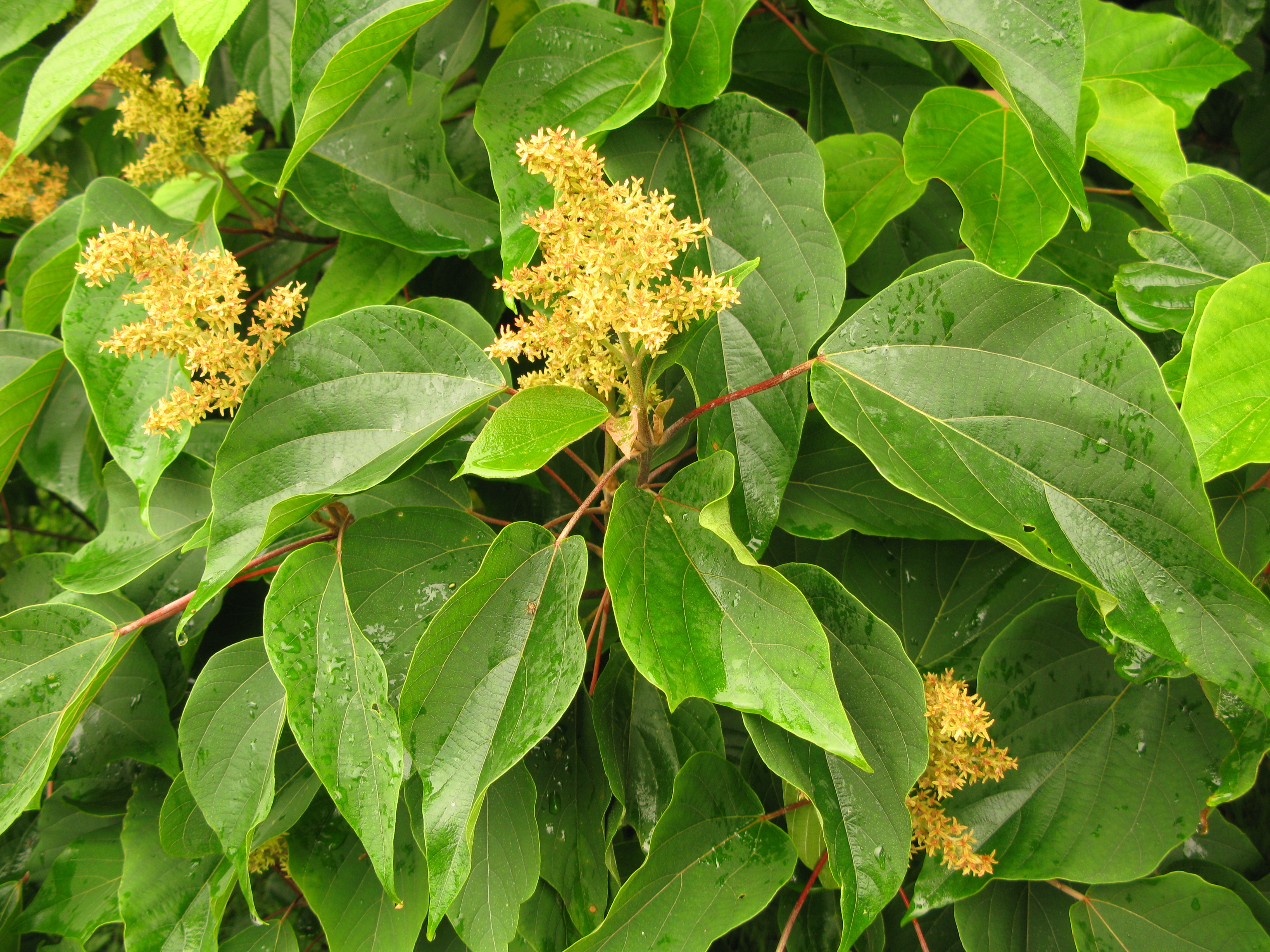
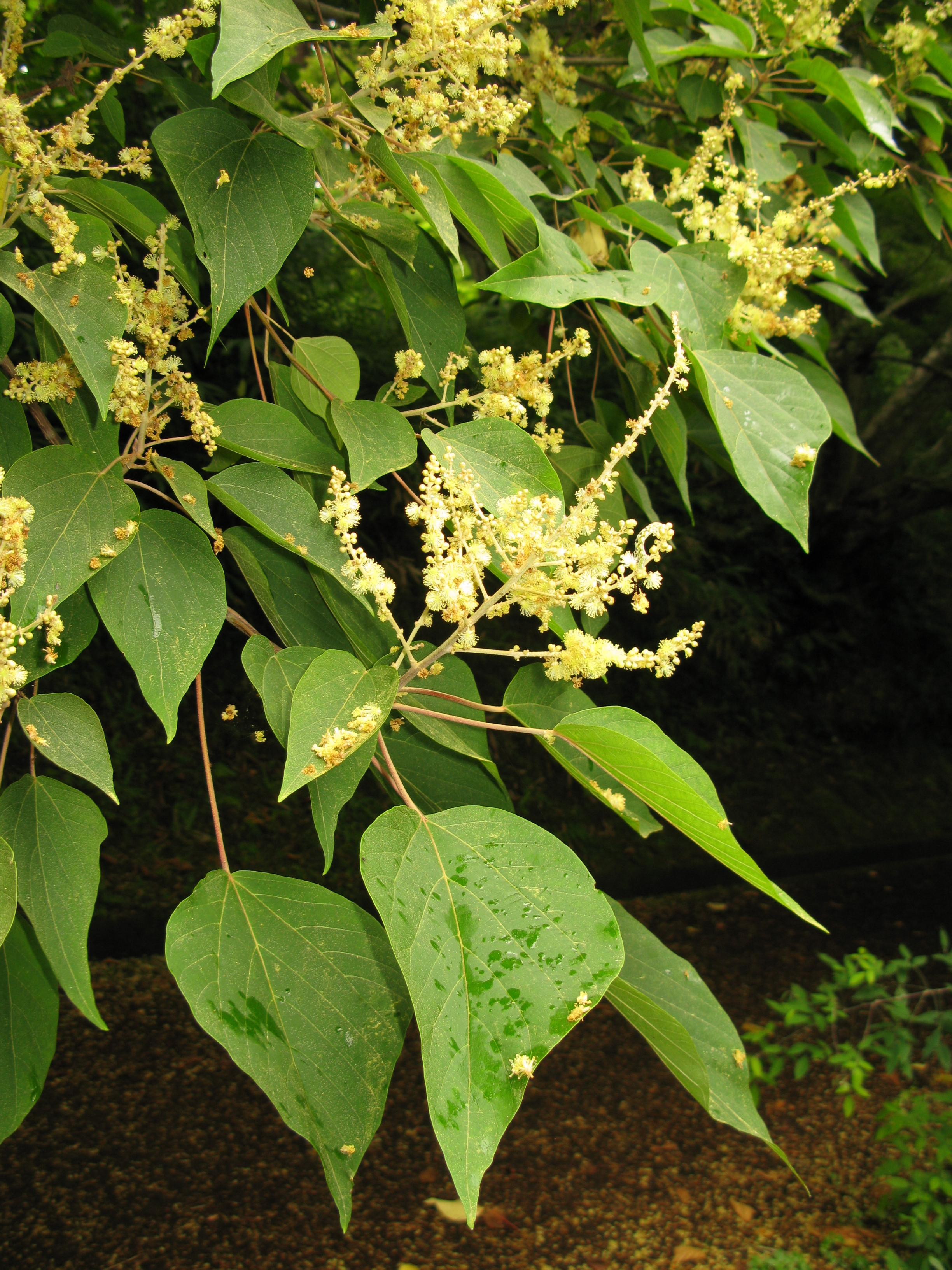
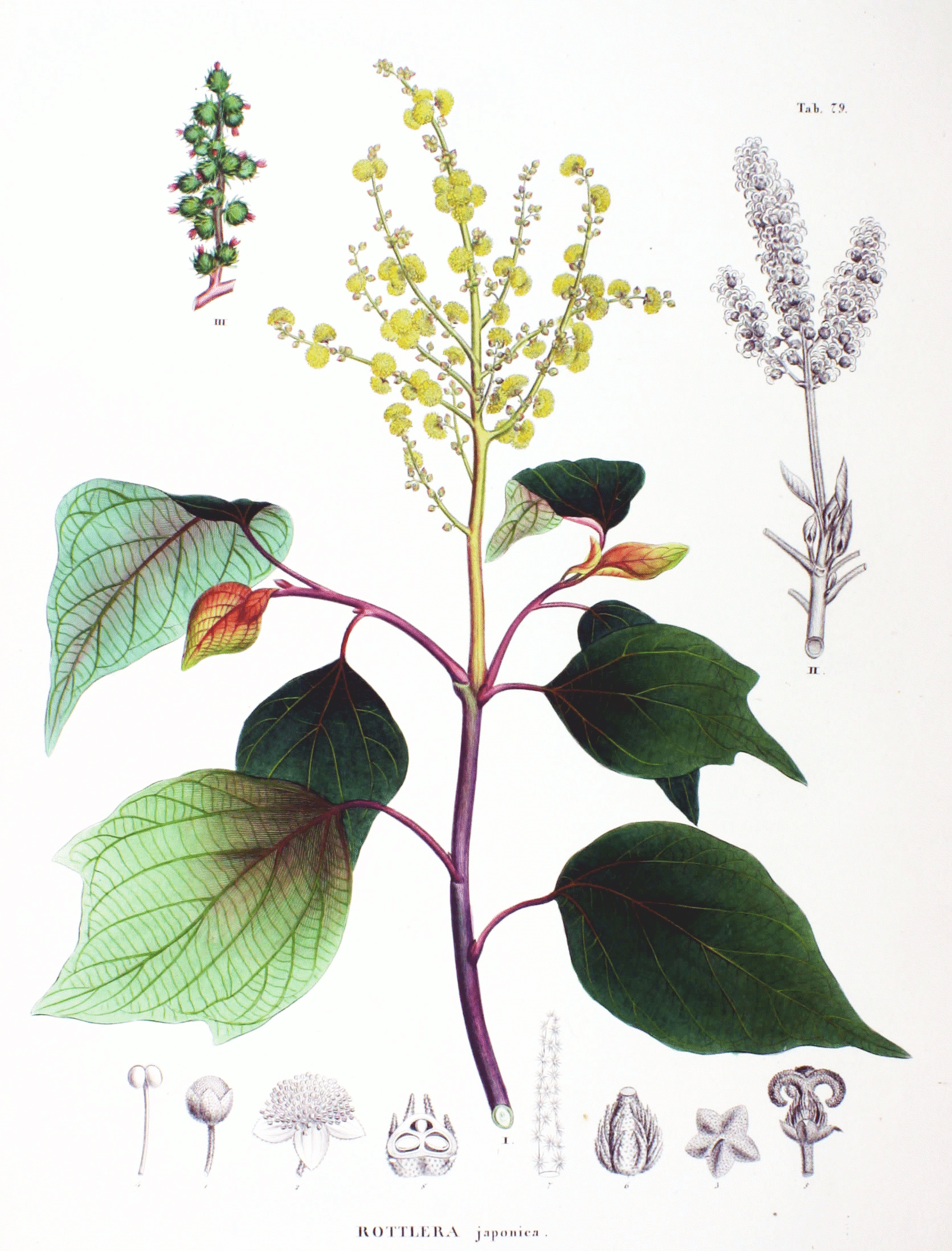
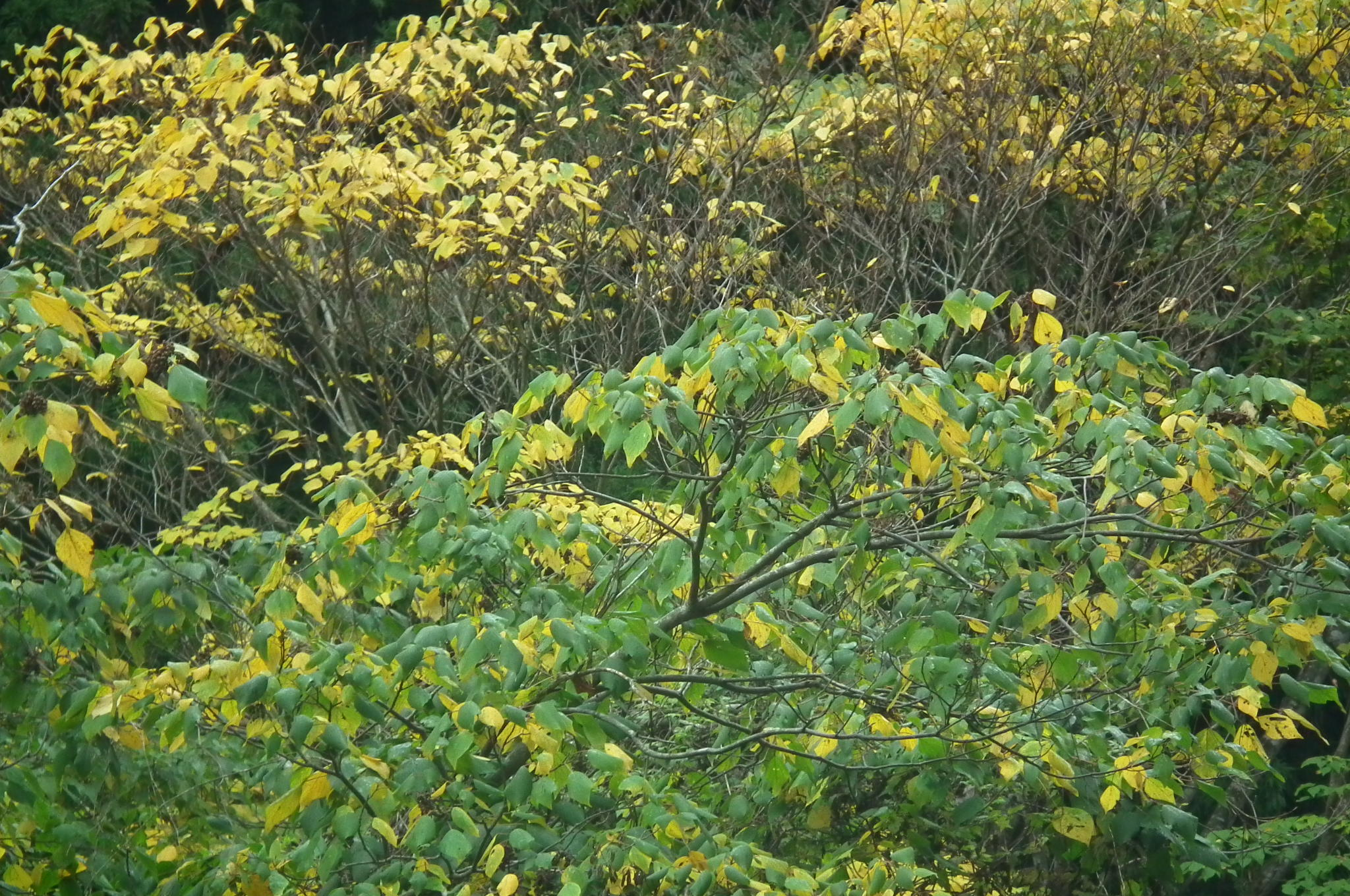